# Doloper
Die Doloper (griechisch Δόλοπες / Dolopes) waren ein hellenischer Volksstamm im antiken Griechenland, welcher die nach ihm benannte Region Dolopia (Δολοπία) im Südwesten Thessaliens bewohnte.

## Geographie
Das Siedlungsgebiet erstreckte sich ungefähr vom Acheloos bis nach Ainianien und vom Tymphrestos bis nach Athamanien. Die Gegend, mit dem Agrafa-Gebirge im Zentrum, beschreibt Philippson als „äußerst wildes und unwegsames Gebirgsland, von Flüssen in tiefe Schluchten zerschnitten“ und resümiert: „Das Land ist die abgelegenste, unfruchtbarste und unwegsamste Gegend von ganz Griechenland, daher stets ein Gebiet freier, kriegerischer, aber armer und roher Hirtenstämme geblieben“.
Größere Städte gab es keine, der Hauptort dürfte Ktimene (Kymene) gewesen sein. Er ist aber heute ebenso wenig lokalisierbar wie die überlieferten Orte Menelaïs und Ellopia.

## Geschichte
Wie all die anderen kleinen Stämme der Region gingen auch die Doloper wechselnde Bündnisse ein. Schon im Heer des Xerxes sollen sie 480 v. Chr. mitgezogen sein. Im Winter 420/419 v. Chr. kämpften sie gemeinsam mit Maliern, Ainianen und Thessalern gegen Herakleia in Trachis. Im lamischen Krieg waren sie 323/22 v. Chr. Bundesgenossen der Athener.
Dolopia war eine der zwölf Gründungsnationen der delphischen Amphiktyonie. Außer kultischen und militärischen Pflichten hatte das nebenbei zur Folge, dass die Doloper vom Bund wegen Seeräuberei abgestraft wurden, die sie – als erste dortige Siedler – von Skyros aus betrieben.
Das Land blieb ein steter Zankapfel zwischen den Aitolern und den makedonischen Königen, mit denen die Doloper abwechselnd (und wohl nicht immer freiwillig) paktierten. Im Jahr 174 v. Chr. rebellierten sie gegen Makedonien und töteten den von dort eingesetzten Präfekten, woraufhin sie zwei Jahre später von Perseus erneut unterworfen wurden. Zuletzt wurde Dolopia von den Römern annektiert. Im Kampf gegen Pompeius werden sie noch als Bundesgenossen Caesars erwähnt; in augusteischer Zeit waren sie als eigene Völkerschaft bereits verschwunden.

## Mythologie
In den Legenden ist Dolops Namensgeber des Volksstammes. Ovid nennt Amyntor als König der Doloper. Nach der Bibliotheke des Apollodor ist Phoinix ein von Peleus eingesetzter Unterkönig ; bei Pindar erscheint er als Anführer der Doloper vor Troja. In Ktimene soll außerdem der Argonaut Eurydamas geboren sein.